# Sturm und Drang (groupe)
Pour les articles homonymes, voir Sturm und Drang (homonymie).
Sturm und Drang [ˈʃtʊɐ̯m ʊnt ˈdʁaŋ] (litt. « Tempête et Passion » en allemand) est un groupe de heavy metal traditionnel finlandais, originaire de Vaasa. Il est formé en 2004 par le chanteur André Linman et Henrik Kurkiala. Ils comptent près de 100 000 albums vendus.

## Biographie
Le groupe est formé en 2004 lorsque André Linman et Henrik Kurkiala rentrent d'un concert de Judas Priest. Le nom du groupe est suggéré par le père de Henrik. Peu après, Jesper Welroos et Calle Fahllund se joignent au groupe, et commencent les répétitions dans le cave de Calle. Ils effectueront peu après leur premier concert, et recruteront Alexander Ivars à la guitare. Le groupe joue ensuite au Stafettkarnevalen 2004 de Vaasa, reprenant la chanson Rainbow in the Dark de Dio. En 2005, ils enregistrent la démo Rising Son qu'ils envoient à la Helsinki Music Company. Le patron de HMC, Asko Kallonen, qui ne les prend initialement pas au sérieux, change d'avis après les avoir écouté en live avec le groupe de garage rock suédois The Hellacopters. Il leur fait signer leur premier contrat.
En 2007, ils jouent en tête d'affiche à Stafettkarnevalen. André, Jesper, Calle, Alexander et Henrik appartiennent à la minorité des finlandais suédois. Le groupe publie son premier album, Learning to Rock, le 11 juin 2007. L'album sera certifié disque de platine. À la publication de leur premier album en 2007, ils sont tous âgés de 15 à 16 ans. La même année, ils signent chez GUN Records, qui rééditera leur premier album en Europe, le 22 novembre 2008, à l'exception de la Scandinavie, et le 16 janvier 2009 en Amérique du Nord. Le groupe joue plus d'une centaine de concerts à travers la Finlande, l'Europe centrale, et le Japon.
Le groupe sort son deuxième album, Rock 'n Roll Children, le 12 novembre 2008, et le 16 janvier 2009 en Europe,. Rock 'n Roll Children est produit par Jimmy Westerlund et co-produit par André Linman, Patrick Linman, Mats Persson, Erik Mårtensson et Johan Becker. Le premier single de l'album, Break Away, est publié le 22 septembre 2008.
En février 2010, le bassiste Henrik Kurkiala quitte Sturm und Drang. Leur nouveau bassiste, Joel Wendlin, est un ancien ami du groupe. En 2011, Alexander Ivars quitte le groupe et est remplacé par Jani Kuoppamaa. En avril 2011, le groupe compte deux nouvelles chansons pour leur futur troisième album. En mars 2012, l'album est annoncé dans les pays nordiques, en Europe centrale et au Japon. sur 30 chansons, seules 10 sont incluses dans l'album. Le 21 septembre 2012 sort leur nouvel album Graduation Day,. Le premier single de l'album s'intitule Molly the Murderer, dont un clip est tourné et réalisé par Marko Mäkilaakso.

## Membres

### Membres actuels
- André Linman – chant, guitare solo, guitare rythmique (depuis 2004)
- Calle Fahllund – batterie, chœur (depuis 2004)
- Jesper Welroos – clavier (depuis 2004)
- Joel Wendlin – basse, chœur (depuis 2010)
- Jani Kuoppamaa – guitare rythmique, guitare solo (depuis 2011)

### Anciens membres
- Henrik Kurkiala – guitare basse, chœurs (2004–2010)
- Alexander Ivars – guitare rythmique, guitare solo, chœurs (2004–2011)

## Discographie

### Albums studio
| Année | Information                                                                                     | Meilleure position[réf. nécessaire] | Meilleure position[réf. nécessaire] | Meilleure position[réf. nécessaire] | Meilleure position[réf. nécessaire] | Ventes | IFPI certifications                |
| Année | Information                                                                                     | GER                                 | AUT                                 | SWI                                 | POL                                 | Ventes | IFPI certifications                |
| ----- | ----------------------------------------------------------------------------------------------- | ----------------------------------- | ----------------------------------- | ----------------------------------- | ----------------------------------- | ------ | ---------------------------------- |
| 2007  | Learning to Rock - Premier album - Sortie: 30 mai 2007 (Finlande), 2 juin 2007 (Europe du nord) |                                     |                                     |                                     |                                     |        | - Autriche: - Allemagne: - Suisse: |
| 2008  | Rock 'n Roll Children - Sortie: 12 novembre 2008                                                |                                     |                                     |                                     |                                     |        |                                    |

### Singles
| Année | Titre               | Album                 |
| ----- | ------------------- | --------------------- |
| 2007  | Rising Son          | Learning to Rock      |
| 2007  | Forever             | Learning to Rock      |
| 2007  | Indian              | Learning to Rock      |
| 2008  | Break Away          | Rock 'n Roll Children |
| 2008  | A Million Nights    | Rock 'n Roll Children |
| 2009  | That's the Way I Am | Rock 'n Roll Children |
| 2012  | Molly the Murderer  |                       |